# Diocesi di Tiberiade
La diocesi di Tiberiade (in latino Dioecesis Tiberiensis) è una sede soppressa del patriarcato di Gerusalemme e una sede titolare della Chiesa cattolica.

## Storia
Tiberiade è un'antica sede vescovile della provincia romana della Palestina Seconda nella diocesi civile d'Oriente. Faceva parte del patriarcato di Gerusalemme ed era suffraganea dell'arcidiocesi di Scitopoli.
La città di Tiberiade venne fondata nel 17 d.C. da Erode Antipa, tetrarca di Galilea, che le diede il nome dell'imperatore regnante, Tiberio. Al momento della sua fondazione, però, vennero ritrovate alcune tombe e gli ebrei dell'area si rifiutarono di insediarvisi, costringendo perciò Erode ad incentivare il popolamento di bassa estrazione anche straniera (Giuseppe, "Ant. jud.", XVIII, ii, 3). L'insediamento di Tiberiade, dunque, era preesistente al 17 d.C., ma si ignora ad oggi quale potesse essere il suo nome. Alla morte di Erode Antipa nel 41, Nerone concesse la città ad Erode Antipa il Giovane. Durante la rivolta degli ebrei contro i Romani, il popolo di Tiberiade si schierò ora con l'una, ora con l'altra fazione.
L'introduzione del cristianesimo è datata al tempo di Costantino I il Grande. Secondo Epifanio, fu il conte Giuseppe, un ebreo convertito di questo villaggio, ma abitante a Scitopoli, che costruì la prima chiesa cristiana sul sito del precedente Hadrianeum, tempio dedicato all'imperatore Adriano e mai terminato; e all'epoca di Costantino anche il patriarca ebreo Hillel venne convertito al cristianesimo e battezzato dal vescovo di Tiberiade, il cui nome resta ignoto.
Diversi sono i vescovi conosciuti di questa antica diocesi. Giovanni prese parte al concilio di Efeso del 449 e al concilio di Calcedonia del 451. Un altro vescovo di nome Giovanni è documentato in due occasioni nella prima metà del VI secolo: prese parte al concilio di Gerusalemme del 518 e sottoscrisse la lettera sinodale del patriarca Giovanni di Gerusalemme contro Severo di Antiochia e i monofisiti;  nel 536 firmò gli atti del sinodo convocato dal patriarca Pietro contro Antimo di Costantinopoli e che vide riuniti assieme i vescovi delle Tre Palestine. Giorgio prese parte al secondo concilio di Costantinopoli del 553. Mamas sottoscrisse gli atti del concilio in Trullo del 691/692. Sul finire dell'VIII secolo è documentato il vescovo Basilio, trasferito alla sede vescovile di Gerico. Il vescovo Teodoro è menzionato all'inizio del IX secolo, Noè appare in un colophon di un manoscritto, e infine Niceforo (o Niceta) è attestato dal suo sigillo episcopale, datato inizio dell'XI secolo.
Giustiniano diede ordine di restaurare le mura della città e già gli antichi pellegrini parlavano di chiese ed edifici sacri che potevano essere visti dappertutto a Tiberiade (Procopio, De aedificiis, V, 9).
All'occupazione dei crociati la città venne concessa in feudo a Tancredi che la rese capitale del Regno di Tiberiade, uno degli stati crociati. Venne così costruita di fatto una nuova città, con moltissime chiese e venne istituita ufficialmente anche una diocesi di rito latino, suffraganea di Nazareth. Di questa diocesi latina, che scomparve con la successiva occupazione musulmana (1265), sono noti diversi vescovi, spesso menzionati nelle lettere dei papi.
Dal XIV secolo Tiberiade è annoverata tra le sedi vescovili titolari della Chiesa cattolica; la sede è vacante dal 29 novembre 1966.

## Cronotassi

### Vescovi greci
- Anonimo † (al tempo di Costantino I)
- Giovanni I † (prima del 449 - dopo il 451)
- Giovanni II † (prima del 518 - dopo il 536)
- Giorgio † (menzionato nel 553)
- Mamas † (prima del 691 - dopo il 692)[1][2]
- Basilio † (? - circa 800 nominato vescovo di Gerico)[3]
- Teodoro † (menzionato nell'808)[4]
- Noè † (menzionato nell'877/878)[5]
- Niceforo o Niceta † (inizio dell'XI secolo)[6]

### Vescovi latini
- Ugo di Tabaria ? † (menzionato nel 1109)
- Erberto † (menzionato nel 1155/1156)
- R. (Raul) † (prima del 1168 - dopo il 1170)
- Anonimo † (? - 1190 deceduto)
- Anonimi † (menzionati nel 1199, 1201, 1213, 1243)
- Eustorgio † (prima del 1256 - 1273 deceduto)
- Guglielmo di Salonicco † (? - circa 1274 deceduto)
- Guglielmo Piloso † (1274 - dopo il 1283)

### Vescovi titolari
- Paolo di Bantsch, O.Cist. † (1307 - 1323)
- Hugues (prima del 1308 - dopo il 1334)[7]
- Gualberto † (menzionato nel 1334 circa)
- Riquier (menzionato nel 1334)[8]
- Francesco † (? - 9 gennaio 1348 nominato vescovo di Sorres)
- Paolo † (menzionato nel 1419)
- Antonio Zeghet, O.S.B. † (27 febbraio 1435 - ? deceduto)
- Pedro da Crux, O.P. † (9 agosto 1437 - ? deceduto)
- João Manuel, O.Carm. † (18 aprile 1442 - 20 luglio 1444 nominato vescovo di Ceuta)
- Roberto Damiani, O.F.M. † (2 dicembre 1444 - 23 ottobre 1447 nominato arcivescovo di Aix)
- Arnaud de Quercu, O.F.M. † (4 luglio 1449 - ?)
- Jacques Seguin, O.S.B.Clun. † (11 marzo 1450 - ? deceduto)
- Pietro Bruni, O.F.M. † (11 febbraio 1451 - ?)
- Benedetto † (20 novembre 1452 - ?)
- Bernardo † (? deceduto)
- Jean Puget, O.F.M. † (29 febbraio 1460 - ?)
- Ermanno di Candore †
- Reginaldo Romero, O.P. † (17 marzo 1488 - dopo ottobre 1507[9])
- Guy Rosselet, O.Carm. † (11 aprile 1491 - circa 1493)[10]
- Odon Tronchet, O.F.M. † (2 giugno 1494 - 1502 deceduto)[10]
- Jean Robert † (26 giugno 1506 - ?)
- Pietro Giovanni de Melis † (20 aprile 1517 - ?)
- Godefroi le Borgne, O.Carm. † (10 novembre 1518 - ?)
- Galeazzo Baldi † (prima del 1510[11] - dopo il 1513[12] deceduto)
- Giovanni de Amichetti, O.S.M. † (5 marzo 1520 - ?)
- Richard Gaume, O.F.M. † (15 novembre 1531 - ?)
- Teoderico Petit, O.S.A. † (20 aprile 1537 - ? deceduto)
- Giovanni de Rainieri, O.Cist. † (30 luglio 1541 - ? deceduto)
- Jacques Hanot, O.Praem. † (20 agosto 1546 - ?)
- Giovanni Battista di Potenza, O.F.M.Conv. † (12 giugno 1589 - ? deceduto)
- Giovanni Vitellio, C.R. † (4 marzo 1592 - 1594 succeduto vescovo di Carinola)
- Luis Cerqueira, S.I. † (29 gennaio 1593 - 18 febbraio 1598 succeduto vescovo di Funay)
- Andrea Wilczynski † (13 ottobre 1608 - ? succeduto vescovo di Teodosia)
- Johann Anton Tritt von Wilderen † (9 settembre 1619 - 8 febbraio 1639 deceduto)
- Clemente Confetti † (9 gennaio 1623 - 8 gennaio 1630 succeduto vescovo di Muro Lucano)
- Jacques Ribier † (8 maggio 1637 - ?)
- Kaspar Karas von Rhomstein † (3 dicembre 1640 - 1646 deceduto)[13]
- Sigismund Miutini von Spilenberg † (30 marzo 1648 - 1653 deceduto)
- Armand-Gaston-Maximilien de Rohan de Soubise † (18 aprile 1701 - 10 aprile 1704 nominato vescovo di Strasburgo)
- Aleksander Mikolaj Horain † (15 settembre 1704 - 23 dicembre 1711 nominato vescovo di Smolensk)
- Daniel Joseph Mayer † (16 marzo 1712 - 7 maggio 1732 nominato arcivescovo di Praga)
- Johann Moritz von Strachwitz † (6 aprile 1761 - 28 gennaio 1781 deceduto)
- Erasmus Dionys Krieger † (17 settembre 1781 - 27 dicembre 1792 deceduto)
- Leopold Maximilian von Firmian † (24 luglio 1797 - 23 novembre 1800 nominato vescovo di Lavant)
- Francesco Maria Paolucci Mancinelli † (28 settembre 1801 - 11 gennaio 1808 nominato vescovo di Fano)
- Karol Perényl † (11 luglio 1808 - 15 marzo 1819 deceduto)
- Richard Kornelius Dammers † (3 maggio 1824 - 23 maggio 1842 nominato vescovo di Paderborn)
- Rodolfo di Thysebaert † (23 maggio 1842 - 12 maggio 1868 deceduto)
- Alessandro Valsecchi † (25 giugno 1869 - 6 maggio 1879 deceduto)
- Martin Marty, O.S.B. † (8 agosto 1879 - 26 novembre 1889 nominato vescovo di Sioux Falls)
- Giuseppe Ceppetelli † (23 giugno 1890 - 31 luglio 1899 nominato vicegerente di Roma[14])
- Luigi Spandre † (15 settembre 1899 - 12 giugno 1909 nominato vescovo di Asti)
- Bernardino Shlaku, O.F.M. † (8 gennaio 1910 - 31 gennaio 1911 succeduto vescovo di Pult)
- Charles Maurice Graham † (16 marzo 1911 - 2 settembre 1912 deceduto)
- Giacomo Sinibaldi † (15 maggio 1913 - 19 agosto 1928 deceduto)
- Paolino Ladeuze † (21 ottobre 1928 - 10 febbraio 1940 deceduto)
- Egidio Luigi Lanzo, O.F.M.Cap. † (9 agosto 1940 - 22 gennaio 1943 nominato vescovo di Saluzzo)
- Giuseppe Della Cioppa † (17 luglio 1943 - 2 dicembre 1947 nominato vescovo di Alife)
- Raffaele Macario † (21 giugno 1948 - 29 novembre 1966 nominato vescovo di Albano)